# Дора (ураган)
Ураган «Дора» (англ. Hurricane Dora) – продолжительный и мощный тропический циклон, который прошёл через все три бассейна тропических циклонов Северной части Тихого океана в августе 2023 года. Четвёртый названный шторм, четвёртый ураган и второй крупный ураган сезона ураганов в Тихом океане 2023 года.
Ураган Дора никогда не представлял прямой угрозы для какой-либо суши. Однако сильные ветры шторма к югу от Гавайев вместе с антициклоном к северу от Гавайев создали сильные градиентные ветры над островами, которые, в свою очередь, способствовали возникновению лесных пожаров на Гавайях в 2023 году. Филипп Папен, специалист по ураганам Национального центра по ураганам, утверждал, что ураган Дора сыграл лишь незначительную роль в «усилении низкоуровневого потока над Мауи во время возникновения пожара». Тем не менее, учитывая косвенную метеорологическую роль Доры в лесных пожарах и вызванных ими разрушениях, название Дора было изъято из обращения после сезона и больше никогда не будет использоваться для тропической системы восточной части Тихого океана.